# Dolichomitus rufescens
Dolichomitus rufescens là một loài tò vò trong họ Ichneumonidae.